# Sermo contra Auxentium de basilicis tradendis
Il Sermo contra Auxentium de basilicis tradendis (in italiano Discorso contro Aussenzio sulla consegna delle basiliche) è un'omelia di Ambrogio di Milano, dottore della Chiesa, pronunciata la domenica delle palme del 386.
L'omelia fu pronunciata all'interno della basilica maggiore di Milano, circondata dai soldati inviati dalla corte imperiale: Ambrogio, infatti, aveva rifiutato di consegnarla al vescovo ariano Mercurino di Durostorum, che aveva assunto il nome di Aussenzio in onore del predecessore ariano dello stesso Ambrogio.
Nell'occasione Ambrogio, per confortare i fedeli rinchiusi in basilica, decise di comporre inni, in metro semplice e facilmente intonabili.
Successivamente, dopo aver affidato la questione all'arbitrato di una commissione di laici, l'imperatore Valentiniano II e sua madre Giustina dovettero desistere dal loro tentativo.